# Andrej Ivanovič Tolstoj
Conte Andrej Ivanovič Tolstoj, in russo Андрей Иванович Толстой? (1721 – 12 luglio 1803), è stato un politico e ufficiale russo.

## Biografia
Era l'unico figlio di Ivan Petrovič Tolstoj (1685-1728), e di sua moglie, Praskov'ja Michajlovna Rtiščeva, nipote di Fëdor Alekseevič Rtiščev.
Nel 1728 suo padre e suo nonno caddero in disgrazia e furono esiliati a Soloveskij, dove morirono presto. Allo stesso tempo persero il loro titolo di conte.
Nel 1760 l'imperatrice Elisabetta gli ordinò di ritornare a corte.

## Carriera
Intraprese la carriera militare a 18 anni come soldato semplice. Partecipò alla guerra contro gli svedesi. Prese parte all'assedio di Kazan'. Partecipò alla Commissione Legislativa come rappresentante della nobiltà di Suzdal'.
Durante il regno di Caterina II, visse a Mosca. In seguito ricoprì la carica di consigliere di Stato.

## Matrimonio
Sposò, il 9 giugno 1745, la principessa Aleksandra Ivanovna Ščetinina (26 maggio 1727-28 gennaio 1812). Ebbero ventitré figli, ma solo dieci raggiunsero l'età adulta:
- Pëtr Andreevič (1746-1822), padre di Fëdor Petrovič Tolstoj;
- Ivan Andreevič (1747-1832), padre di Fëdor Ivanovič Tolstoj;
- Vasilij Andreevič (1753-1824);
- Il'ja Andreevič (1757-1820);
- Fëdor Andreevič (1758-1849);
- Andrej Andreevič (1771-1844);
- Anna Andreevna;
- Aleksandra Andreevna;
- Marija Andreevna;
- Elizaveta Andreevna.